# Adamsmühle
Die Adamsmühle war eine Wassermühle an der Wurm. Sie gehört heute zur Stadt Würselen in der nordrhein-westfälischen Städteregion Aachen im Regierungsbezirk Köln.

## Geographie
Die Adamsmühle hatte ihren Standort an der Wurm (heute: Adamsmühle 1, Stadt Würselen). Das Mühlengebäude an der Wurm aus der Zeit zwischen 1725 und 1750 liegt auf einer Höhe von ca. 136 m über NN. Oberhalb der Adamsmühle befinden sich die Gebäude der Wolfsfurter Mühlen, unterhalb stand die Teutermühle mit ihrer Pumpenanlage („Pumpenkunst“).

## Gewässer
Die Wurm versorgte auf einer Flusslänge von 53 km zahlreiche Mühlen mit Wasser. Die Quelle der Wurm liegt südlich von Aachen bei 265 m über NN, die Mündung in die Rur ist bei der Ortschaft Kempen in der Stadt Heinsberg bei 32 m über NN.

## Geschichte
Die erste Erwähnung der Mühle stammt aus dem ersten archivierten Lehensregister in Aachen aus dem Jahre 1456. Zu diesem Zeitpunkt trug sie den Namen Neue Mühle. Bei einer Anteilsübertragung im Jahre 1618 wurde Hein Adams mit seiner Familie Eigentümer der Mahl- und Ölmühle, von ihm stammt auch der aktuelle Name der Anlage. Das heutige Hauptgebäude stammt laut Schlussstein über dem Seitentor aus der Zeit von 1771, wobei das eigentliche Mühlengebäude zwischen 1725 und 1750 errichtet worden war. Die Mühle war bis um 1900 in Betrieb und wurde zuletzt von zwei unterschlächtigen eisernen Wasserrädern bedient.
Aus dem Umfeld der Adamsmühle sind noch zwei weitere Mühlen bekannt, die bei einer Übertragung durch die Kirchmeister von Würselen im Jahre 1482 erwähnt werden:  Die Kalenmühle bei Schweilbach ist bis zum Jahre 1665, die Klantenmühle bei Scherberg bis 1558 benannt.

## Galerie

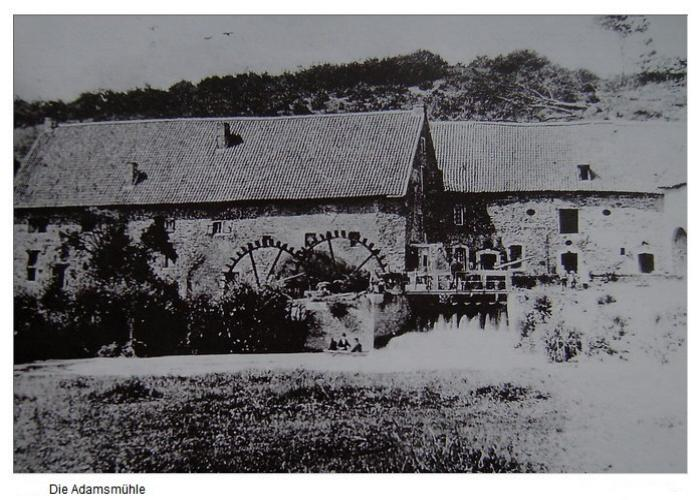
Die Adamsmühle in Alter Zeit
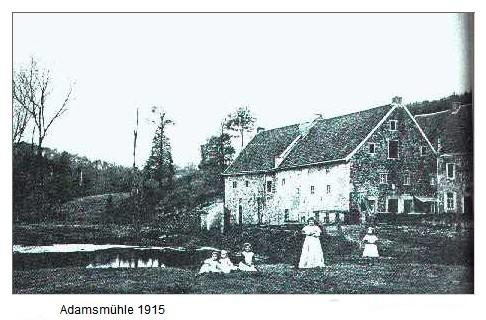
Die Adamsmühle um 1915
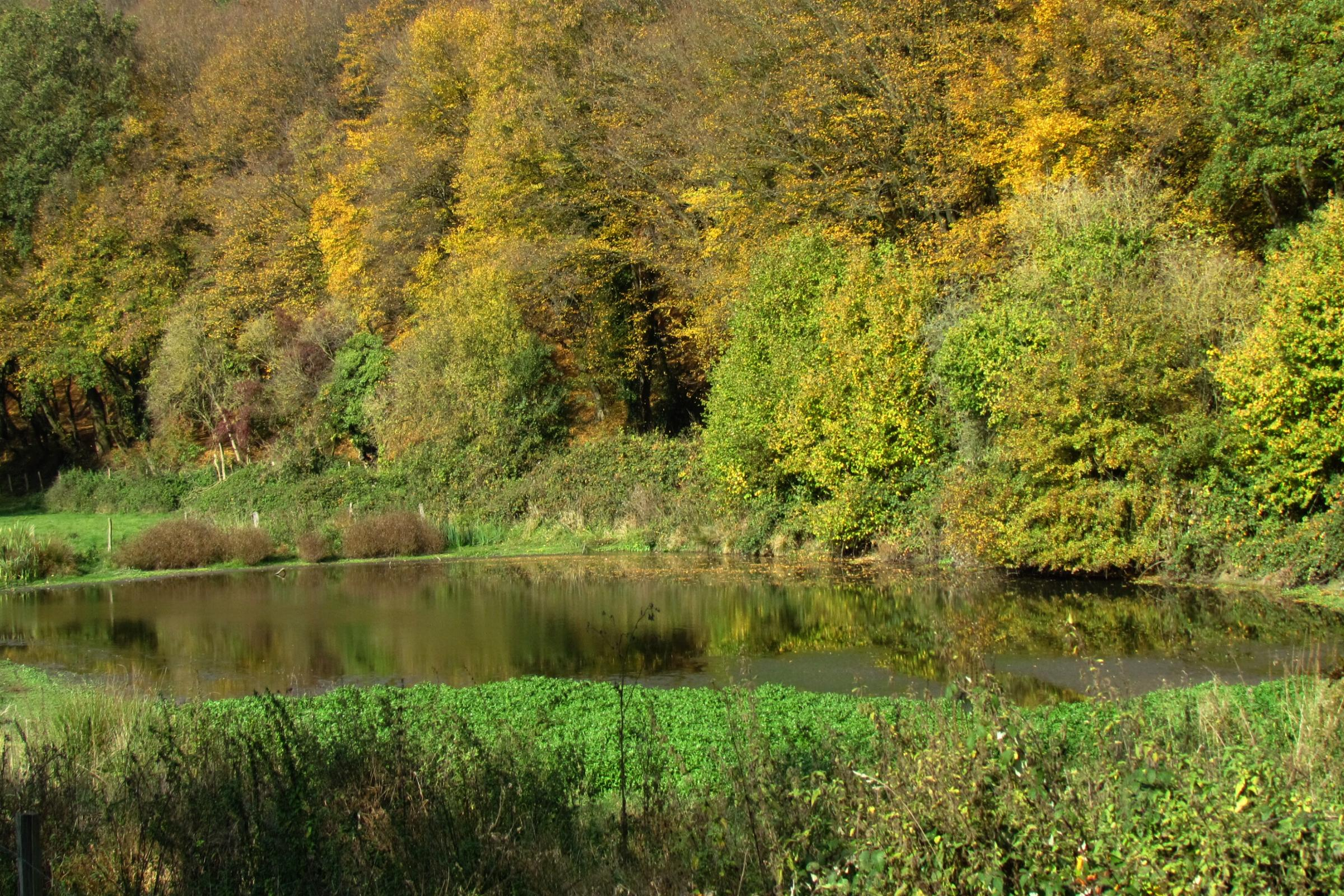
Mühlenweiher der Adamsmühle
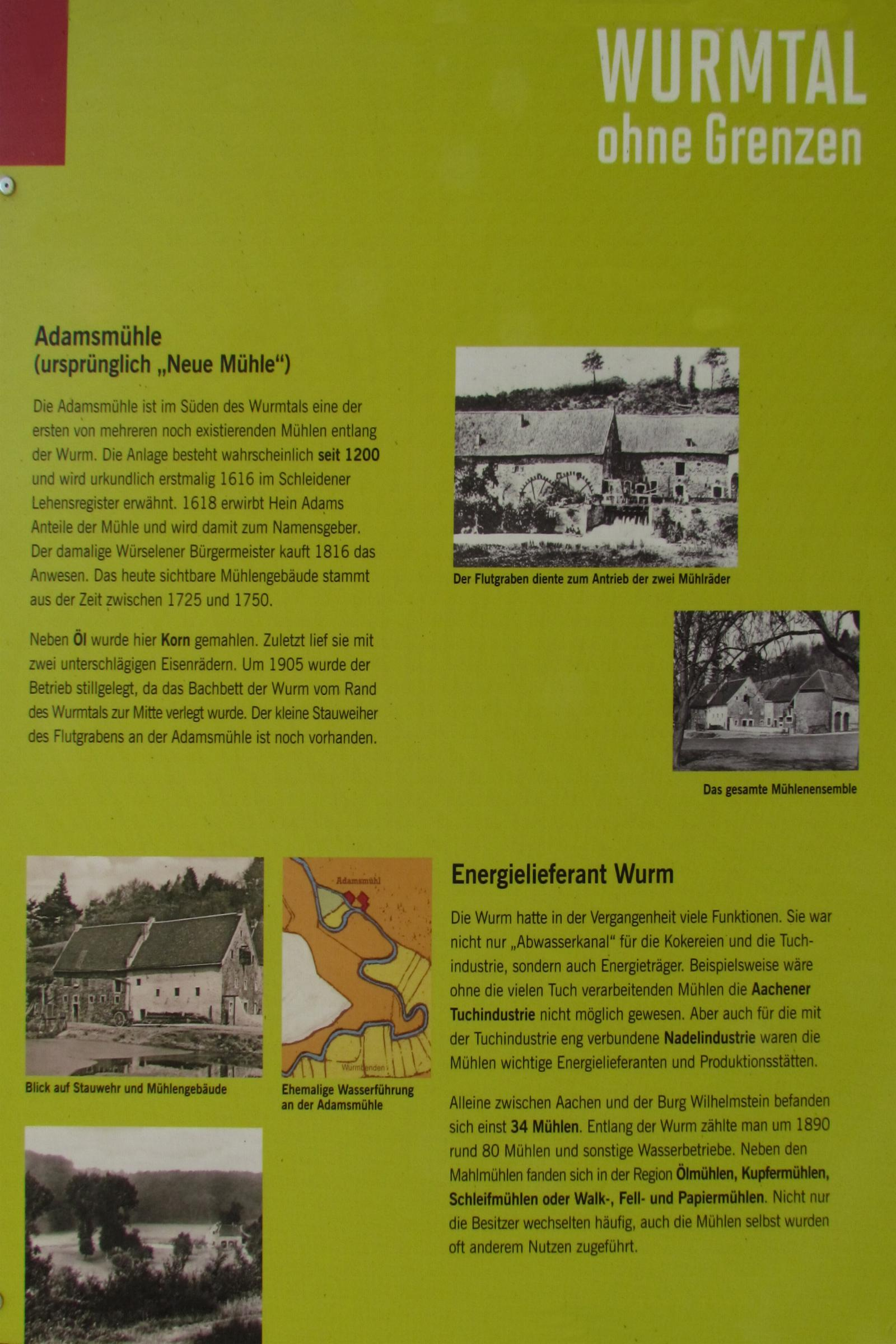
Infotafel zur Adamsmühle
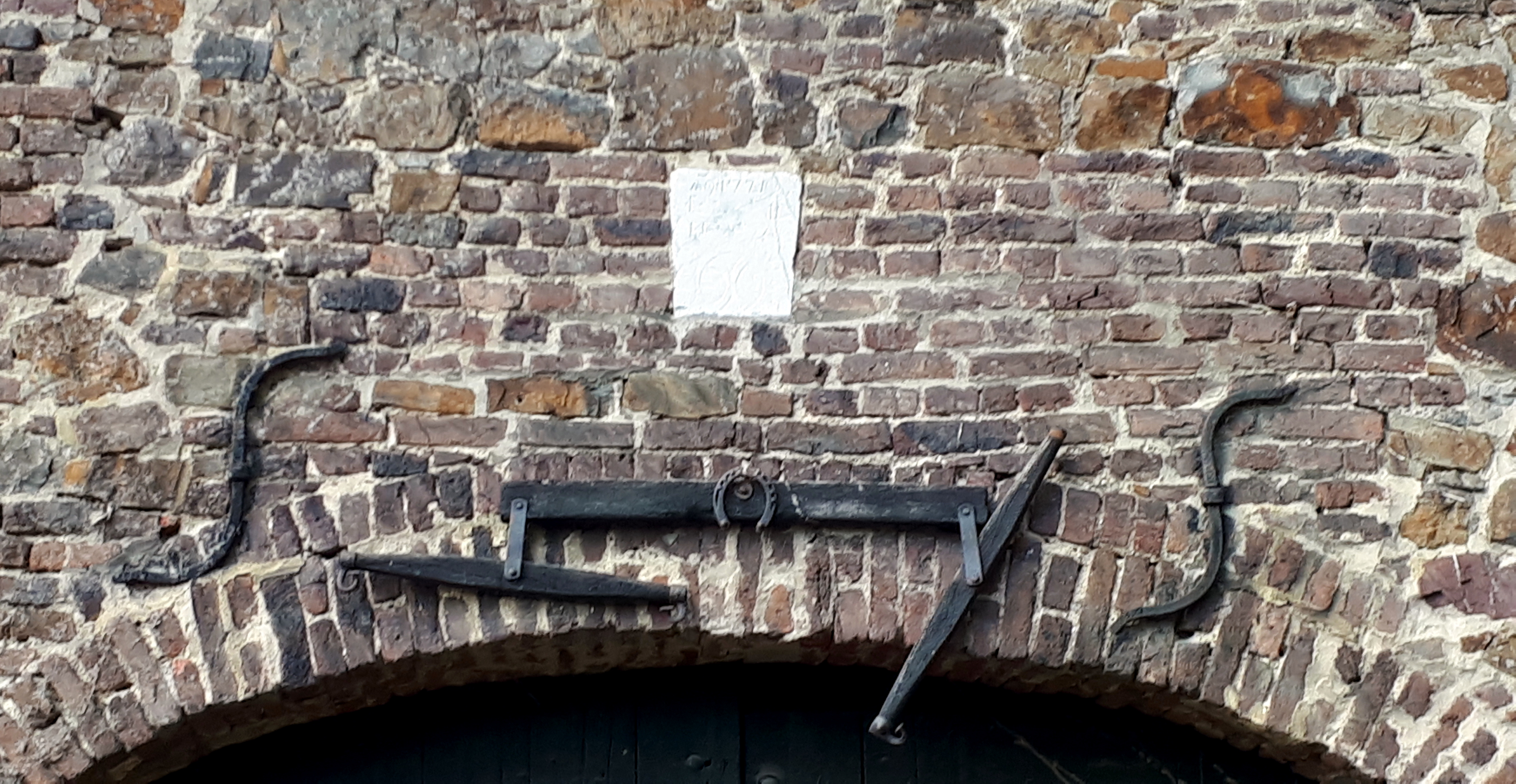
Jahresstein 1771
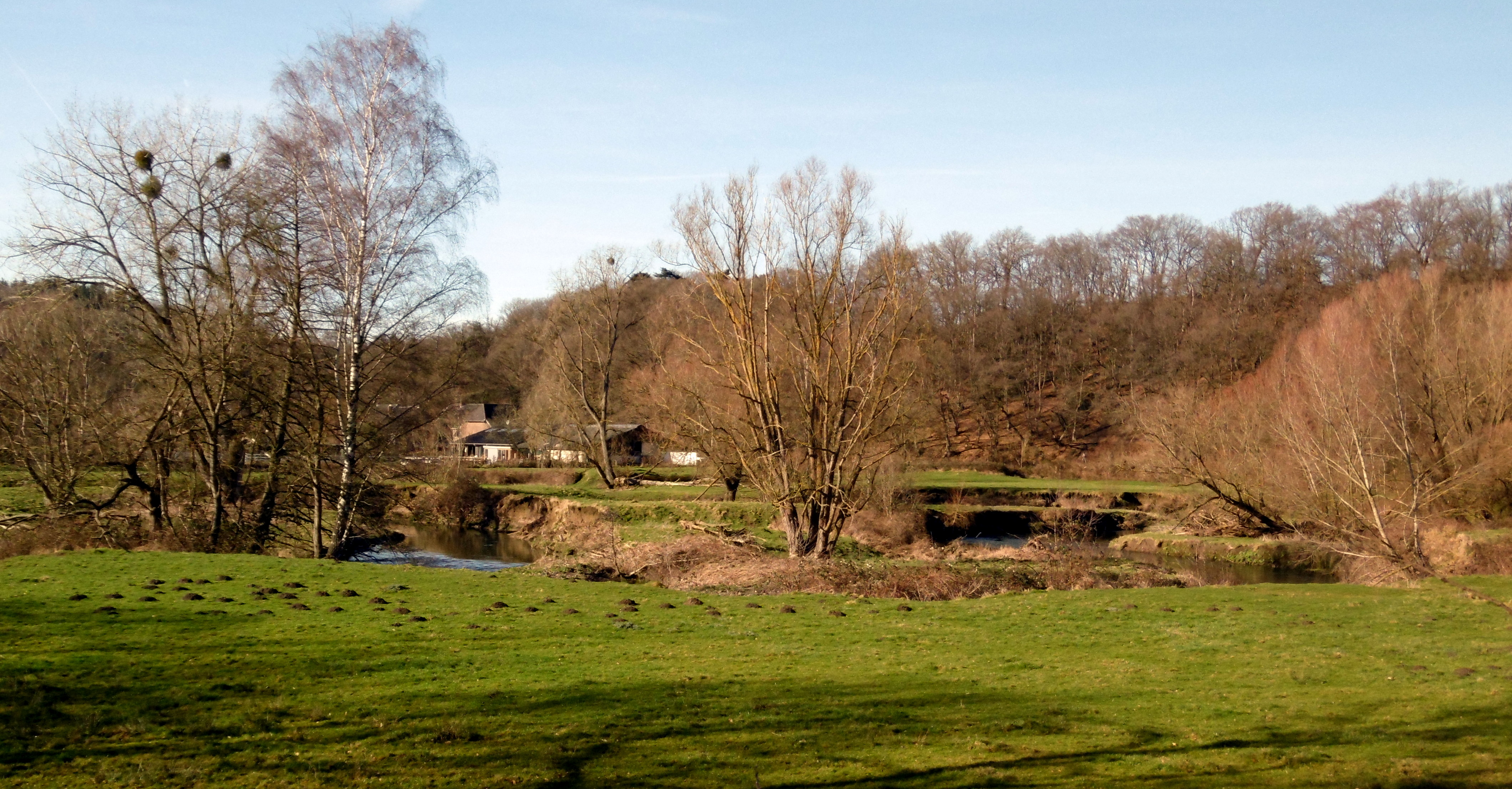
Blick auf das Wurmtal in der Nähe der Adamsmühle
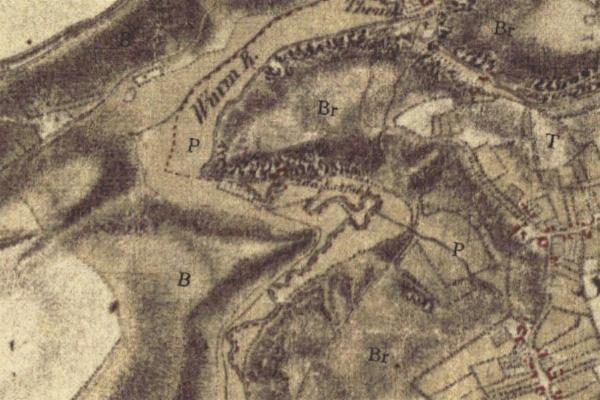
Adamsmühle auf der Tranchotkarte 1805/07
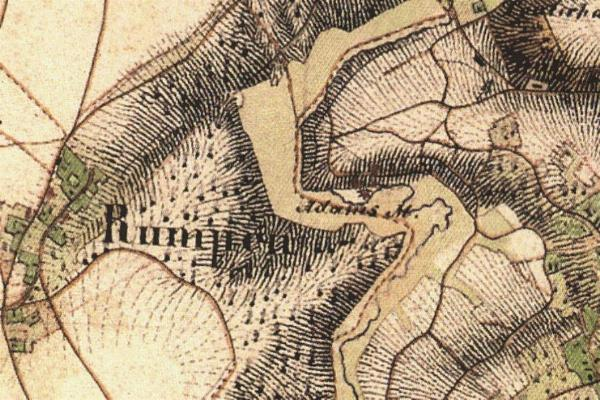
Adamsmühle auf der Uraufnahme 1846
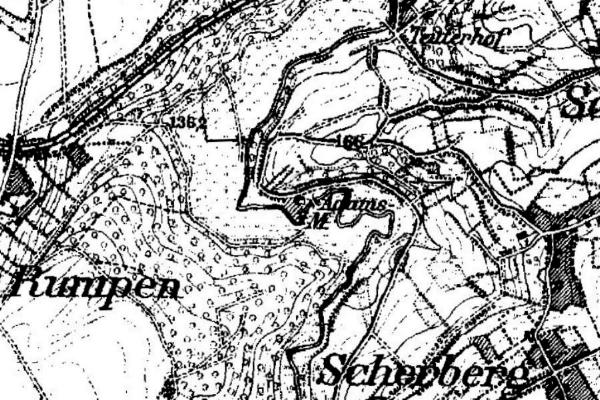
Adamsmühle auf der Neuaufnahme von 1892

## Denkmaleintrag
Die Hofanlage Adamsmühle hat in der Liste der Baudenkmäler in Würselen die Nr. 6.
→ Siehe auch Liste der Mühlen an der Wurm